# Zawadówka (gromada)
Zawadówka – dawna gromada, czyli najmniejsza jednostka podziału terytorialnego Polskiej Rzeczypospolitej Ludowej w latach 1954–1972.
Gromady, z gromadzkimi radami narodowymi (GRN) jako organami władzy najniższego stopnia na wsi, funkcjonowały od reformy reorganizującej administrację wiejską przeprowadzonej jesienią 1954 do momentu ich zniesienia z dniem 1 stycznia 1973, tym samym wypierając organizację gminną w latach 1954–1972.
Gromadę Zawadówka z siedzibą GRN w Zawadówce utworzono – jako jedną z 8759 gromad na obszarze Polski – w powiecie chełmskim w woj. lubelskim na mocy uchwały nr 7 WRN w Lublinie z dnia 5 października 1954. W skład jednostki weszły obszary dotychczasowych gromad Adamów, Marysin, Wereszce Małe i Wereszce Duże ze zniesionej gminy Rejowiec, obszar dotychczasowej gromady Leonów ze zniesionej gminy Staw oraz miejscowości Rudka kolonia, Zawadówka stacja kolejowa i Zawadówka tartak z dotychczasowej gromady Rudka ze zniesionej gminy Krzywiczki w tymże powiecie. Dla gromady ustalono 17 członków gromadzkiej rady narodowej.
1 stycznia 1958 do gromady Zawadówka włączono wsie Majdan Stary, Klementynów, Niemirów i Zyngierówka oraz kolonie Aleksandria Krzywowolska, Tomaszówka, Bieniów i Felczyn ze zniesionej gromady Aleksandria Krzywowolska w tymże powiecie.
Gromada przetrwała do końca 1972 roku, czyli do kolejnej reformy gminnej.